# (There's Gotta Be) More to Life
"(There's Gotta Be) More to Life" is een single van de Amerikaanse zangeres Stacie Orrico van haar debuutalbum Stacie Orrico. Het nummer kwam uit in augustus 2003 in de Verenigde Staten en in Engeland in november 2003. Het is geschreven door Sabelle Breer, Kevin Kadish, Lucy Woodhard, Harvey Mason Jr. en Damon Thomas, en geproduceerd door The Underdogs.
De single werd een internationaal succes, en behaalde een plek binnen de top-5 in drie landen.
De bijhorende videoclip is geregisseerd door Dave Meyers. In de clip is Orrico te zien als acht verschillende personages.

## Hitnoteringen

### Nederlandse Top 40
| Hitnotering: 11-10-2003 t/m 29-11-2003 | Hitnotering: 11-10-2003 t/m 29-11-2003 | Hitnotering: 11-10-2003 t/m 29-11-2003 | Hitnotering: 11-10-2003 t/m 29-11-2003 | Hitnotering: 11-10-2003 t/m 29-11-2003 | Hitnotering: 11-10-2003 t/m 29-11-2003 | Hitnotering: 11-10-2003 t/m 29-11-2003 | Hitnotering: 11-10-2003 t/m 29-11-2003 | Hitnotering: 11-10-2003 t/m 29-11-2003 | Hitnotering: 11-10-2003 t/m 29-11-2003 |
| Week:                                  | 1                                      | 2                                      | 3                                      | 4                                      | 5                                      | 6                                      | 7                                      | 8                                      |                                        |
| -------------------------------------- | -------------------------------------- | -------------------------------------- | -------------------------------------- | -------------------------------------- | -------------------------------------- | -------------------------------------- | -------------------------------------- | -------------------------------------- | -------------------------------------- |
| Positie:                               | 37                                     | 27                                     | 16                                     | 16                                     | 17                                     | 18                                     | 25                                     | 37                                     | uit                                    |

### NederlandseSingle Top 100
| Hitnotering: 11-10-2003 t/m 27-12-2003 | Hitnotering: 11-10-2003 t/m 27-12-2003 | Hitnotering: 11-10-2003 t/m 27-12-2003 | Hitnotering: 11-10-2003 t/m 27-12-2003 | Hitnotering: 11-10-2003 t/m 27-12-2003 | Hitnotering: 11-10-2003 t/m 27-12-2003 | Hitnotering: 11-10-2003 t/m 27-12-2003 | Hitnotering: 11-10-2003 t/m 27-12-2003 | Hitnotering: 11-10-2003 t/m 27-12-2003 | Hitnotering: 11-10-2003 t/m 27-12-2003 | Hitnotering: 11-10-2003 t/m 27-12-2003 | Hitnotering: 11-10-2003 t/m 27-12-2003 | Hitnotering: 11-10-2003 t/m 27-12-2003 | Hitnotering: 11-10-2003 t/m 27-12-2003 |
| Week:                                  | 1                                      | 2                                      | 3                                      | 4                                      | 5                                      | 6                                      | 7                                      | 8                                      | 9                                      | 10                                     | 11                                     | 12                                     |                                        |
| -------------------------------------- | -------------------------------------- | -------------------------------------- | -------------------------------------- | -------------------------------------- | -------------------------------------- | -------------------------------------- | -------------------------------------- | -------------------------------------- | -------------------------------------- | -------------------------------------- | -------------------------------------- | -------------------------------------- | -------------------------------------- |
| Positie:                               | 59                                     | 32                                     | 19                                     | 20                                     | 20                                     | 29                                     | 34                                     | 42                                     | 51                                     | 54                                     | 74                                     | 91                                     | uit                                    |